# Richerode
Richerode ist ein Hofgut in der Gemarkung von Hundshausen, einem Ortsteil von Jesberg im nordhessischen Schwalm-Eder-Kreis. Es liegt gut 2 km südwestlich von Jesberg direkt an der Bundesstraße 3 im Tal des Treisbachs am Fuß des Höhenzugs Hemberg.
Das Gut befindet sich im Besitz des Hessischen Diakoniezentrums Hephata. Es dient als Wohn- und Arbeitsstätte für Menschen mit Behinderungen, die das Gut unter fachgerechter Anleitung nach Richtlinien des ökologischen Landbaus bewirtschaften.

## Geschichte
Richerode wurde erstmals 1193 als Rucherod urkundlich erwähnt. Um 1600 wurde es als wüst bezeichnet, 1687 soll das Gut neu gebaut worden sein. Im Jahr 1747 war es im Besitz des Prinzen Maximilian von Hessen-Kassel, der auf dem Schloss Jesberg im benachbarten Jesberg residierte. Er richtete in Richerode eine Schweizerei ein. Einige Jahre nach Maximilians Tod wurde Richerode 1768 zur Staatsdomäne der Landgrafschaft Hessen-Kassel. Nach mehrfachem Besitzerwechsel wurde das Gut schließlich 1918 von den Anstalten Hephata erworben.